# Pterocarpus soyauxii
Il padouk africano (Pterocarpus soyauxii Taub., 1895) è un albero della famiglia delle Fabacee, originario dell'Africa tropicale.
I nomi originali sono Kisese (Congo), Mbel (Camerun), Mukula, N'gula (Zaire), e Tacula (Angola).

## Descrizione
Il padouk africano raggiunge i 27-34 metri di altezza, con un diametro del tronco fino a 1 metro e possiede una corteccia squamata di colore grigio-rossastro. Le foglie sono pennate, con 11-13 foglioline. Produce infiorescenze a pannocchie. Il frutto è una capsula spinosa di 6–9 cm di lunghezza che a maturazione non si apre.

## Distribuzione e habitat
L'areale di questa specie si estende dalla Nigeria a est sino alla Repubblica Democratica del Congo a ovest, spingendosi a sud fino all'Angola settentrionale (Cabinda).

## Usi
Le foglie sono commestibili: contengono grandi quantità di vitamina C e sono consumate come ortaggi a foglia. Gli estratti di corteccia vengono utilizzati in erboristeria per trattare i parassiti della pelle e infezioni fungine.
Il legno è pregiato, molto resistente, con una densità di 790 kg/m³. Il colore varia tra il rosso corallo e l'arancione, diventando marrone-violaceo con l'esposizione alla luce; può essere variegato di verde. È resistente alle termiti. La polvere risultante dalla lavorazione del legno può causare dermatiti in alcuni soggetti.
Il legname viene impiegato nella costruzione di mobili, falegnameria d'interni, pavimenti, impiallacciature ed ebanisteria. In Africa viene usato per la realizzazione di tamburi grazie alla sua buona risonanza. Inoltre in liuteria il padouk è utilizzato su strumenti a corda per le sue caratteristiche timbriche e di durata del suono.